# Pediobius
Pediobius is een geslacht van vliesvleugeligen uit de familie van de Eulophidae. De wetenschappelijke naam van dit geslacht is voor het eerst geldig gepubliceerd in 1846 door Francis Walker.

## Soorten
Het geslacht Pediobius omvat de volgende soorten:
- Pediobius acalyphae (Risbec, 1958)
- Pediobius acraconae Kerrich, 1973
- Pediobius adelphae Peck, 1985
- Pediobius aeneus (Girault, 1913)
- Pediobius africanus (Waterston, 1915)
- Pediobius afronigripes Kerrich, 1973
- Pediobius agaristae (Cameron, 1912)
- Pediobius alaspharus (Walker, 1839)
- Pediobius albipes (Provancher, 1887)
- Pediobius alcaeus (Walker, 1839)
- Pediobius alpinus Hansson, 2002
- Pediobius amaurocoelus (Waterston, 1915)
- Pediobius ambilobei (Risbec, 1958)
- Pediobius anastati (Crawford, 1913)
- Pediobius angustifrons Kerrich, 1973
- Pediobius anomalus (Gahan, 1920)
- Pediobius antennalis Khan, Agnihotri & Sushil, 2005
- Pediobius antiopa (Girault, 1913)
- Pediobius aphidi (Risbec, 1952)
- Pediobius aphidiphagus (Ashmead, 1887)
- Pediobius arcuatus Kerrich, 1973
- Pediobius aspidomorphae (Girault, 1938)
- Pediobius atamiensis (Ashmead, 1904)
- Pediobius balyanae Boucek, 1977
- Pediobius bethylicidus Kerrich, 1973
- Pediobius bhimtalensis Khan, Agnihotri & Sushil, 2005
- Pediobius bifoveolatus (Ashmead, 1904)
- Pediobius brachycerus (Thomson, 1878)
- Pediobius braconiphagus (Risbec, 1951)
- Pediobius bruchicida (Róndani, 1872)
- Pediobius bucculatricis (Gahan, 1927)
- Pediobius caelatus Hansson, 2002
- Pediobius calamagrostidis Dawah, 1988
- Pediobius carinatiscutum (Girault, 1917)
- Pediobius carinifer Hansson, 2002
- Pediobius cariniscutum (Girault, 1915)
- Pediobius cassidae Erdös, 1958
- Pediobius cephalanthusae (Risbec, 1952)
- Pediobius chalybs (Girault, 1913)
- Pediobius chilaspidis Boucek, 1965
- Pediobius chloropidis Burks, 1966
- Pediobius chylizae Gates & Schauff, 2006
- Pediobius claridgei Dawah, 1988
- Pediobius claviger (Thomson, 1878)
- Pediobius clinognathus (Waterston, 1915)
- Pediobius clita (Walker, 1839)
- Pediobius coffeicola (Ferrière, 1936)
- Pediobius concoloripes (Girault, 1913)
- Pediobius coxalis Boucek, 1965
- Pediobius crassicornis (Thomson, 1878)
- Pediobius crocidophorae Burks, 1966
- Pediobius cuneatus Kamijo, 1983
- Pediobius cusucoensis Hansson, 2002
- Pediobius cyaneus (Girault, 1913)
- Pediobius cydiae Khan, 1996
- Pediobius dactylicola Dawah, 1988
- Pediobius dendroleontis Kamijo, 1983
- Pediobius deplagastrus Surekha & Narendran, 1993
- Pediobius deplanatus Boucek, 1965
- Pediobius derroni Boucek, 1977
- Pediobius deschampsiae Dawah, 1988
- Pediobius dipterae (Risbec, 1951)
- Pediobius disparis Peck, 1985
- Pediobius dolichops Hansson, 2002
- Pediobius elasmi (Ashmead, 1904)
- Pediobius ellia (Motschulsky, 1863)
- Pediobius epeus (Walker, 1839)
- Pediobius epigonus (Walker, 1839)
- Pediobius erdoesi Pujade i Villar, 1995
- Pediobius erionotae Kerrich, 1973
- Pediobius erosus (Risbec, 1951)
- Pediobius erugatus Hansson, 2002
- Pediobius eubius (Walker, 1839)
- Pediobius facialis (Giraud, 1863)
- Pediobius fastigatus Kamijo, 1983
- Pediobius festucae Dawah, 1988
- Pediobius flavicrus Hansson, 2002
- Pediobius flaviscapus (Thomson, 1878)
- Pediobius foliorum (Geoffroy, 1785)
- Pediobius foveolatus (Crawford, 1912)
- Pediobius fraternus (Motschulsky, 1859)
- Pediobius fujianensis Sheng & Li, 1992
- Pediobius fulvipes (Girault, 1913)
- Pediobius furvus (Gahan, 1928)
- Pediobius geshnae Peck, 1985
- Pediobius globosus Szelényi, 1977
- Pediobius grisescens Sheng & Wang, 1994
- Pediobius grunini (Nikol'skaya, 1954)
- Pediobius hallami (Girault, 1920)
- Pediobius hirtellus (Masi, 1940)
- Pediobius homoeus (Waterston, 1915)
- Pediobius ikedai Gumovsky, 2003
- Pediobius illiberidis Liao, 1987
- Pediobius illustris (Waterston, 1915)
- Pediobius imbreus (Walker, 1846)
- Pediobius imerinae (Risbec, 1958)
- Pediobius incertulus Khan, Agnihotri & Sushil, 2005
- Pediobius indicus Khan, 1985
- Pediobius inexpectatus Kerrich, 1973
- Pediobius irregularis Kerrich, 1973
- Pediobius italicus Boucek, 1965
- Pediobius ivondroi (Risbec, 1952)
- Pediobius iwatai Kamijo, 1983
- Pediobius kalpetticus Narendran & Santhosh, 2005
- Pediobius khani Özdikmen, 2011
- Pediobius kilimovoronae (Risbec, 1958)
- Pediobius koebelei Kamijo, 1977
- Pediobius laticeps Graham, 1983
- Pediobius latipes Kamijo, 1983
- Pediobius liocephalatus Peck, 1985
- Pediobius lonchaeae Burks, 1966
- Pediobius longicornis (Erdös, 1954)
- Pediobius longisetosus Kerrich, 1973
- Pediobius louisianae Peck, 1985
- Pediobius lysis (Walker, 1839)
- Pediobius madas Boucek, 1977
- Pediobius maduraiensis Shafee & Rizvi, 1985
- Pediobius magniclavatus Peck, 1985
- Pediobius magnicornis Hansson, 2002
- Pediobius mandrakae (Risbec, 1952)
- Pediobius marjoriae Kerrich, 1973
- Pediobius metallicus (Nees, 1834)
- Pediobius micans (Girault, 1913)
- Pediobius milii (Risbec, 1951)
- Pediobius minimus Delucchi, 1956
- Pediobius mitsukurii (Ashmead, 1904)
- Pediobius modestus (Masi, 1940)
- Pediobius moldavicus Boucek, 1965
- Pediobius multisetis Boucek, 1977
- Pediobius myrthacea (Risbec, 1958)
- Pediobius narangae Sheng & Wang, 1994
- Pediobius neavei (Waterston, 1915)
- Pediobius ni Peck, 1985
- Pediobius niger (Ashmead, 1896)
- Pediobius nigeriensis (Silvestri, 1915)
- Pediobius nigritarsis (Thomson, 1878)
- Pediobius nigriviridis (Girault, 1913)
- Pediobius nishidai Hansson, 2002
- Pediobius nympha (Girault, 1913)
- Pediobius obscurellus (Walker, 1874)
- Pediobius obscurus Dawah & Al-Haddad, 2002
- Pediobius occipitalis Kerrich, 1973
- Pediobius ocellatus Peck, 1985
- Pediobius oidematus Hansson, 2002
- Pediobius oophagus (Dodd, 1917)
- Pediobius orientalis (Crawford, 1910)
- Pediobius oviventris Boucek, 1965
- Pediobius pachyceps (Masi, 1940)
- Pediobius painei (Ferrière, 1933)
- Pediobius parvulus (Ferrière, 1933)
- Pediobius pauli Hansson, 2002
- Pediobius pauliani (Risbec, 1952)
- Pediobius petiolatus (Spinola, 1808)
- Pediobius phalaridis Dawah, 1988
- Pediobius phragmitis Boucek, 1965
- Pediobius phyllotretae (Riley, 1884)
- Pediobius planiceps Sheng & Kamijo, 1992
- Pediobius planiusculus Hansson, 2002
- Pediobius planiventris (Thomson, 1878)
- Pediobius podagrionidis (Girault, 1913)
- Pediobius poeta (Girault, 1934)
- Pediobius polanensis Boucek, 1965
- Pediobius polychrosis Sheng & Wang, 1994
- Pediobius praeveniens Kerrich, 1973
- Pediobius pseudotsugatae Peck, 1985
- Pediobius ptychomyiae (Ferrière, 1940)
- Pediobius puertoricensis Schauff, 1998
- Pediobius pullipes Hansson, 2002
- Pediobius pyrgo (Walker, 1839)
- Pediobius quadricarinatus (Girault, 1913)
- Pediobius quinquecarinatus (Girault, 1915)
- Pediobius regulus Kamijo, 1986
- Pediobius retis Boucek, 1977
- Pediobius rhyssonotus Kerrich, 1973
- Pediobius ropalidiae (Risbec, 1958)
- Pediobius rotundatus (Fonscolombe, 1832)
- Pediobius salicifolii Khan, 1996
- Pediobius salvus (Girault, 1915)
- Pediobius sasae Hansson, 2006
- Pediobius saulius (Walker, 1839)
- Pediobius scutilaris Khan, Agnihotri & Sushil, 2005
- Pediobius senegalensis (Risbec, 1951)
- Pediobius setigerus Kerrich, 1970
- Pediobius seyrigi (Risbec, 1952)
- Pediobius shafeei Khan, Agnihotri & Sushil, 2005
- Pediobius silvensis (Girault, 1913)
- Pediobius sinensis Sheng & Wang, 1994
- Pediobius singularis (Howard, 1891)
- Pediobius smicrifrons Hansson, 2002
- Pediobius smithi Ahlstrom, 1993
- Pediobius songshaominus Liao, 1987
- Pediobius soror Kerrich, 1973
- Pediobius stenochoreus Kerrich, 1973
- Pediobius strobilicola Peck, 1985
- Pediobius sublaevis (Erdös, 1958)
- Pediobius sulcatus (Girault, 1915)
- Pediobius tapanticola Hansson, 2002
- Pediobius taylori Kerrich, 1973
- Pediobius telenomi (Crawford, 1911)
- Pediobius tenuicornis Graham, 1993
- Pediobius termerus (Walker, 1839)
- Pediobius tetratomus (Thomson, 1878)
- Pediobius thakerei (Subba Rao, 1957)
- Pediobius thoracicus (Zehntner, 1898)
- Pediobius thysanopterus Burks, 1971
- Pediobius veternosus (Girault, 1913)
- Pediobius viggianii Khan, 1996
- Pediobius vigintiquinque Kerrich, 1970
- Pediobius vignae (Risbec, 1951)
- Pediobius viridifrons (Motschulsky, 1863)
- Pediobius wengae Hansson, 2002
- Pediobius williamsoni (Girault, 1911)
- Pediobius worelli Andriescu, 1971
- Pediobius yunanensis Liao, 1987
- Pediobius zurquibius Hansson, 2002